# Marc Collat
Marc Collat est un footballeur puis entraîneur français, né le 24 mai 1950 à Fort-de-France en Martinique.

## Biographie
Évoluant au poste de défenseur du début des années 1970 au début des années 1980, il fait l'essentiel de sa carrière au sein de l'USM Malakoff.
Devenu entraîneur, il dirige notamment l'US Créteil, le Stade briochin, le Stade de Reims (à deux reprises) et Clermont Foot. 

### Équipe d'Haïti de football
Nommé en janvier 2014 sélectionneur d'Haïti, Collat parvient à emmener les Grenadiers en quarts de finale de la Gold Cup 2015, avec notamment de bonnes prestations face aux équipes d'Amérique centrale (nul 1-1 contre le Panama et surtout victoire 1-0 contre le Honduras).
Après la Gold Cup, la presse haïtienne se fait écho d'un éventuel départ de Collat car la FHF n'a plus les moyens de payer son salaire et celui de son staff. Cependant le président de la FHF, Yves Jean-Bart, met fin à ces rumeurs et confirme Marc Collat et son adjoint Jerôme Velfert dans leurs fonctions tout en reconnaissant des retards dans le paiement des salaires.
En novembre 2015, la FHF décide de ne pas renouveler son contrat à la tête des Grenadiers après une défaite à domicile face à la Jamaïque (0-1) dans le cadre des éliminatoires de la Coupe du monde 2018. Néanmoins, il est rappelé en septembre 2017 afin de diriger Haïti lors d'un match amical face au Japon, rencontre qui se solde par un match nul (3-3).